# Japans Grand Prix 1998
Japans Grand Prix 1998 var det sista av 16 lopp ingående i formel 1-VM 1998.

## Rapport
Mika Häkkinen tog en imponerande seger när han säkrade sin första VM-titel på Suzukabanan 1 november 1998. Michael Schumacher, som hade pole position, råkade ut för ett kopplingsproblem och kom först inte iväg. Efter att ha kört upp sig till tredje plats fick han en punktering och tvingades bryta loppet. Spelet var därmed över och Häkkinen kunde defilera i mål som världsmästare med 14 poängs marginal.

## Resultat
1. Mika Häkkinen, McLaren-Mercedes, 10 poäng
2. Eddie Irvine, Ferrari, 6
3. David Coulthard, McLaren-Mercedes, 4
4. Damon Hill, Jordan-Mugen Honda, 3
5. Heinz-Harald Frentzen, Williams-Mecachrome, 2
6. Jacques Villeneuve, Williams-Mecachrome, 1
7. Jean Alesi, Sauber-Petronas
8. Giancarlo Fisichella, Benetton-Playlife
9. Alexander Wurz, Benetton-Playlife
10. Johnny Herbert, Sauber-Petronas
11. Olivier Panis, Prost-Peugeot
12. Jarno Trulli, Prost-Peugeot

### Förare som bröt loppet
- Shinji Nakano, Minardi-Ford (varv 40, gasspjäll)
- Michael Schumacher, Ferrari (31, däck)
- Toranosuke Takagi, Tyrrell-Ford (28, kollision)
- Esteban Tuero, Minardi-Ford (28, kollision)
- Rubens Barrichello, Stewart-Ford (25, hydraulik)
- Jos Verstappen, Stewart-Ford (21, växellåda)
- Mika Salo, Arrows (14, hydraulik)
- Ralf Schumacher, Jordan-Mugen Honda (13, motor)
- Pedro Diniz, Arrows (2, snurrade av)

### Förare som ej kvalificerade sig
- Ricardo Rosset, Tyrrell-Ford

## VM-slutställning
| Förarmästerskapet 1. Mika Häkkinen, McLaren-Mercedes, 100 2. Michael Schumacher, Ferrari, 86 3. David Coulthard, McLaren-Mercedes, 56 | Konstruktörsmästerskapet 1. McLaren-Mercedes, 156 2. Ferrari, 133 3. Williams-Mecachrome, 38 |